# Paulina Chylewska
Paulina Chylewska (ur. 15 października 1978 w Bydgoszczy) – polska dziennikarka i prezenterka telewizyjna.

## Życiorys
Ukończyła studia na Wydziale Prawa i Administracji Uniwersytetu Warszawskiego.

### Kariera
W 1996 rozpoczęła pracę w Telewizji Polskiej, w której zadebiutowała jako prezenterka programów dla młodzieży (m.in. Zamęt) na regionalnym kanale TVP3 Bydgoszcz. Następnie trafiła na główną antenę TVP, zostając współprowadzącą program dla młodzieży Rower Błażeja. W końcu, za namową Sławomira Zielińskiego, przeszła do redakcji sportowej i prezentowała serwisy sportowe; była jedną z głównych prezenterek studia sportowego w trakcie letnich igrzysk olimpijskich w Atenach (2004), Pekinie (2008), Londynie (2012) i Rio de Janeiro (2016) oraz zimowych igrzysk olimpijskich Turynie (2006) i Soczi (2014), ponadto prowadziła program informacyjny Sportowy Express i serwis Sport (2003–2007, 2013–2017) po głównym wydaniu Wiadomości oraz serwisy sportowe w TVP Info. W 2007 i 2009 w parach kolejno z Arturem Orzechem oraz Radosławem Brzózką prowadziła koncerty pod nazwą „Piosenka dla Europy" które to stanowiły polskie preselekcje do 52 i 54. Konkursu Piosenki Eurowizji. 
W latach 2008–2017 współprowadziła ponadto Wielki Test o Historii oraz poranne magazyny TVP1: Kawa czy herbata? (2006–2013) i Dzień dobry, Polsko! (2017). W 2014 przedstawiła wyniki polskiego głosowania w finale 59. Konkursu Piosenki Eurowizji. 
Od 3 do 24 marca 2017 uczestniczyła w siódmej polsatowskiej edycji programu Dancing with the Stars. Taniec z gwiazdami, w parze z Jackiem Jeschke odpadła w czwartym odcinku, zajmując 8. miejsce. W czerwcu 2017 ogłoszono zakończenie jej współpracy z TVP, ale w lipcu tego samego roku rozpoczęła współpracę z Telewizją Polsat w charakterze prezenterki sportowej i prowadzenia studia przedmeczowych Ligi Mistrzów UEFA. 9 maja 2024 prowadziła swoje ostatnie studio meczowe Ligi Mistrzów UEFA w Polsacie Sport. 31 maja br. powróciła po siedmiu latach do Telewizji Polskiej, gdzie otworzyła i poprowadziła LXI Krajowy Festiwal Piosenki Polskiej w Opolu. Podczas Mistrzostw Europy w piłce nożnej 2024 w Niemczech była jedną z prowadzących studio meczowe na antenach Telewizji Polskiej, a podczas Letnich Igrzysk Olimpijskich 2024 w Paryżu była współgospodarzem studia olimpijskiego w parze z Jackiem Kurowskim. Od września 2024 prowadzi 15. edycję programu The Voice of Poland w TVP2.
W 2024 została nagrodzona Telekamerą „Tele Tygodnia” w kategorii dziennikarz sportowy.

### Życie prywatne
Jest córką Ireny i Andrzeja Chylewskich. Jej matka była nauczycielką w szkole podstawowej, a ojciec – taksówkarzem i przedsiębiorcą.
23 sierpnia 2003 wyszła za Marcina Feddka, dziennikarza i komentatora sportowego telewizji Polsat, którego poznała będąc w klasie maturalnej. Mają dwie córki: Lenę (ur. 2007) i Ninę (ur. 2011).